# Susanne Augustesen
Susanne "Susy" Augustesen (née le 10 mai 1956) est une ancienne footballeuse internationale danoise qui a joué dans des clubs italiens durant de nombreuses années. 

## Biographie

### Carrière en club
Au cours d'une carrière professionnelle de près de 20 ans, Augustesen a inscrit plus de 600 buts en première division italienne. Elle a été la meilleure buteuse de la série A à huit reprises.

### Carrière internationale
En septembre 1971, Augustesen, âgé de 15 ans, marqua un coup du chapeau pour le Danemark en finale d'une Coupe du monde non officielle.  Les Danoises ont battu les hôtes du Mexique 3 à 0 devant 110 000 spectateurs à l'Estadio Azteca à Mexico. Augustesen, qui avait besoin de la permission de ses parents pour assister au tournoi, a marqué les trois buts du pied gauche. 
La Fédération danoise de football (DBU) a repris la direction du football féminin et a créé une équipe nationale officielle en 1972.  Malgré une carrière professionnelle très réussie en Italie, Augustesen n'a jamais été appelée à faire partie de cette équipe.